# Boaz Bismuth
Boaz Bismuth (hebreiska: בועז ביסמוט), född 25 november 1964 i Rehovot, är en israelisk diplomat, journalist och politiker (Likud). Han är ledamot av Knesset sedan 2022. Han var chefredaktör för Israel Hayom 2017–2022. Han har dessutom varit Israels ambassadör i Mauretanien 2004–2008.
Bismuth inledde sin journalistiska karriär som sportjournalist för Maariv år 1983. År 1988 utsågs han till Maarivs korrespondent i Paris. Mellan 1990 och 2004 arbetade han som korrespondent för Yedioth Ahronoth, fortsättningsvis baserad i Paris.
Efter en period som diplomat anställdes Bismuth år 2008 av Israel Hayom där han rapporterade om utrikesnyheter innan han 2017 utsågs till tidningens chefredaktör.